# دانشگاه صدا و سیما
دانشگاه صدا و سیما، یک دانشگاه دولتی در تهران و وابسته به سازمان صداوسیمای ایران است که در سال ۱۳۴۸ هجری خورشیدی در ایران تأسیس شد. نخستین بار تحت عنوان «مدرسه عالی تلویزیون و سینما» شروع به فعالیت کرد. این دانشگاه به عنوان قطب علمی رشته‌های تحصیلی حوزه رسانه شناخته‌می‌شود. رسالت این دانشگاه تأمین نیروی انسانی در سازمان صداوسیما است. این دانشگاه از طریق آزمون سراسری، همچون سایر دانشگاه‌ها به صورت متمرکز اما با شرایط مصاحبه علمی و عمومی دانشجو می‌پذیرد. پردیس اصلی دانشگاه صداوسیما در تهران، خیابان ولیعصر، ابتدای بزرگراه نیایش و جنب پردیس سینمایی پارک ملت واقع است.

## تاریخچه
پس از آغاز به کار سازمان رادیو و تلویزیون ملی ایران و گستردگی فعالیت آن در سال ۱۳۳۷ و بعد از فراهم آمدن مقدمات کار در سال ۱۳۴۸ مؤسسه‌ای به نام «مدرسه عالی تلویزیون و سینما» به منظور تربیت نیروهای مورد نیاز رسانه کشور در آن زمان تشکیل شد که دانش‌آموختگان آن به فعالیت در سازمان رادیو و تلویزیون و حوزه سینما مشغول شدند. در سال ۱۳۴۸ این مؤسسه کار خود را با یک دوره کوتاه مدت یک ساله آغاز کرد. بعدها این دوره به دو دوره دو ساله ارتقا یافت؛ و بعد دوره‌های کارشناسی ارشد تکنولوژی آموزشی، تحقیق در ارتباطات جمعی و مهندسی الکترونیک نیز قبل از انقلاب در آن اجرا شدند. پس از انقلاب اسلامی ایران، این مؤسسه فقط به تربیت نیروی انسانی مورد نیاز سازمان صدا و سیما پرداخت و تاکنون فارغ‌التحصیلان دوره‌های روزانه آن در سازمان صدا و سیما در تهران و همچنین در مراکز استانی صداوسیما مشغول به کار هستند. در ۱۵ مهر ۱۳۹۱ از سوی شورای گسترش آموزش عالی از دانشکده صداوسیما علی‌رغم رسالت خاص تربیت دانشجو و تعداد دانشجویی محدود ولی به دانشگاه صدا و سیما ارتقاء درجه‌یافت.
دانشگاه صدا و سیما از حیث زیرساخت‌ها و امکانات آموزشی اعم از استودیوها و آزمایشگاه‌ها در حوزه هنر و رسانه در شرایط بسیار مطلوبی قراردارد.

## دانشکده‌ها
- دانشکده تولید رادیو و تلویزیون
- دانشکده ارتباطات
- دانشکده مهندسی رسانه
- دانشکده هنرهای دیجیتال
- دانشکده دین و رسانه ـ قم[۷]

## رشته‌ها و مقاطع تحصیلی

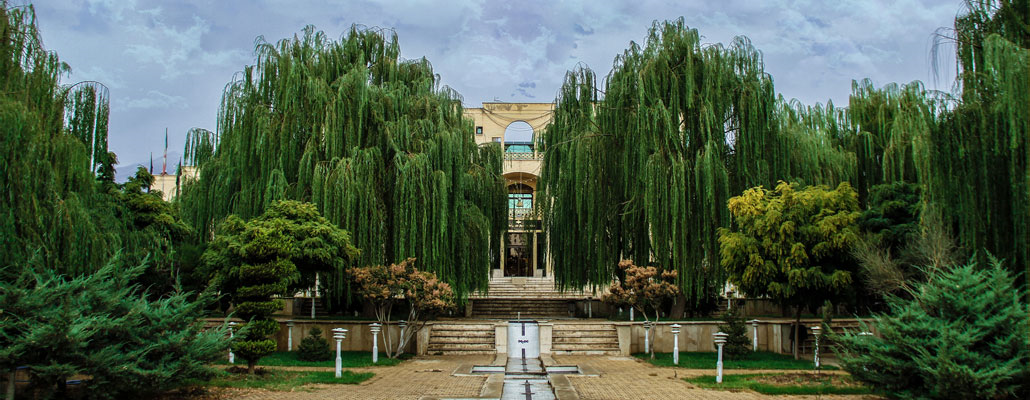
دانشگاه صداوسیما - تهران

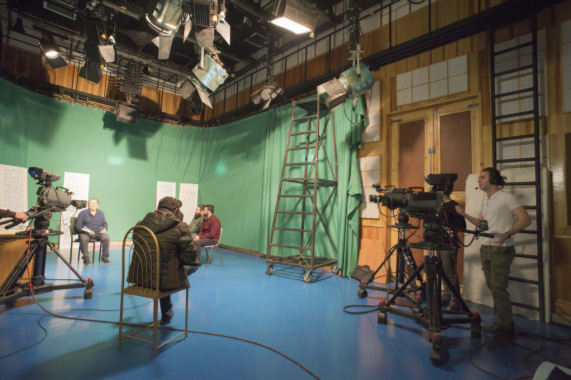
کلاس‌های آموزشی دانشگاه صداوسیما

### مقطع دکتری
- دکتری مطالعات رسانه در رادیو و تلویزیون

### مقطع کارشناسی ارشد

#### کنکور کارشناسی ارشد مجموعه هنرهای نمایشی و سینما
- ارشد تهیه‌کنندگی تلویزیونی
- ارشد تهیه‌کنندگی رادیو
- ارشد نویسندگی رادیو
- ارشد تهیه کنندگی پویانمایی
- ارشد چند رسانه ای
- ارشد ادبیات نمایشی با گرایش فیلمنامه‌نویسی (دانشکده دین و رسانه صدا و سیما در قم و مقطع روزانه ویژه طلاب)
- ارشد تولید سیما (دانشکده دین و رسانه صداوسیما  در قم و مقطع روزانه ویژه طلاب)

#### کنکور کارشناسی ارشد مجموعه علوم ارتباطات اجتماعی
- ارشد مدیریت رسانه خدمت عمومی
- ارشد تحقیق در ارتباطات (قبلا پذیرش صورت می‌گرفته)
- ارشد فلسفه رسانه
- ارشد دین و رسانه دانشکده دین و رسانه صدا و سیما در قم و مقطع روزانه ویژه طلاب)
- تبلیغات بازرگانی (قبلا پذیرش صورت می‌گرفته)
- ارشد روزنامه‌نگاری رادیو و تلویزیون
- ارشد علوم ارتباطات اجتماعی (دانشکده دین و رسانه صدا و سیما  در قم و مقطع روزانه ویژه طلاب)

#### کنکور کارشناسی ارشد مجموعه مهندسی برق
- ارشد مهندسی صدا
- ارشد مهندسی برق مخابرات سیستم

### مقطع کارشناسی

#### کنکور سراسری هنر
- کارگردانی تلویزیون
- تلویزیون و هنرهای دیجیتال (دو گرایش انیمیشن و گرافیک رایانه‌ای)

#### کنکور سراسری ریاضی فیزیک
- مهندسی برق مخابرات
- کاردانی برق با سه گرایش فرستنده، صدابرداری و صدا و تصویر

#### کنکور سراسری علوم انسانی
- روزنامه‌نگاری (پذیرش از کنکور سراسری علوم انسانی)[۸]

## نظرات
رهبر جمهوری اسلامی ایران در دیدار با مسئولان مجموعه سازمان صدا و سیما در سال ۱۳۷۷ دربارهٔ این دانشگاه گفت: «اگر چه مجموعه شما مستقیم با آنتن مربوط نیست اما غیر مستقیم و به صورت پشتیبانی و به صورت تأمین آینده در واقع همه چیز این آنتن در اختیار اینجاست … این همان مرکزی است که ما کمبودش را داشته‌ایم … بنابراین به نظر می‌رسد که الان نبض صدا و سیما در این دانشکده شما دارد می‌زند؛ یعنی حقیقتاً آن‌جایی که شما آقایان کار می‌کنید آینده صدا و سیما در حقیقت آن‌جا دارد شکل می‌گیرد.»

## رویدادهای مهم
- همایش بین المللی حکمت مطهر
- همایش رسانه و مکتب سردار سلیمانی

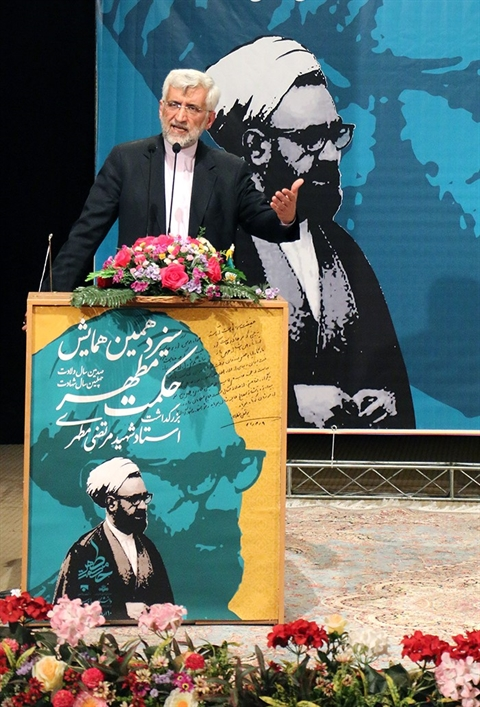
دکتر سعید جلیلی در اختتامیه همایش حکمت مطهر

- کنفرانس رسانه ملی و تبلیغات بازرگانی
- کنفرانس مهندسی رسانه
- پنل رسانه های جهان اسلام در همایش بین المللی‌ آینده جهان اسلام
- جشنواره تولید دانشجویی

## مراکز وابسته
- مرکز علمی کاربردی رسانه(فعالیت تا 1398)
- تشکل دانشجویی جامعه رسانه اسلامی(تاسیس ۱۳۹۶)
- دانشکده دین و رسانه قم
- مرکز رشد هنرها و فناوری های رسانه (تاسیس 1399-1400)
- هنرستان صدا و سیما
- انتشارات دانشگاه صدا و سیما
- واحد تولید دانشجویی (تاسیس 1397)
- کانون زبان و رسانه دانشگاه صداو سیما(تاسیس 1403)

## مدیران دانشگاه صدا و سیما

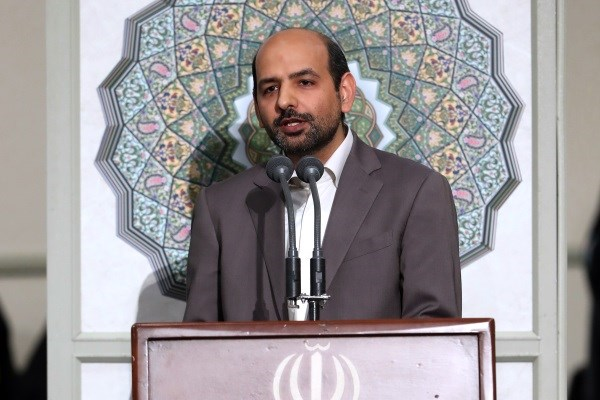
شهاب اسفندیاری، رئیس دانشگاه صدا و سیما در حضور رهبر در سال۱۳۹۷

ریاست این دانشگاه به پیشنهاد رئیس سازمان صداوسیما و با تصویب هیئت امناء دانشگاه و تأیید وزیر علوم تحقیقات و فناوری منصوب می‌شود. رئیس دانشگاه صدا و سیما در این دوره در شورای عالی سازمان صداوسیما نیز عضویت دارد. رییس سازمان صدا و سیما در چند دوره ی قبل از اعضای هیأت علمی گروه ارتباطات و مدیریت رسانه این دانشگاه انتخاب شده اند. از سال ۱۳۹۲ ریاست این دانشگاه بعد از تعیین توسط ریاست سازمان صدا و سیما توسط وزارت علوم نیز منصوب می‌گردد.
شهاب اسفندیاری دانش یار سینما-تئاتر و دکتری نظریه انتقادی و مطالعات فیلم هم‌اکنون ریاست این دانشگاه را بر عهده دارند.وی متولد سال 1356 است و از ابتدای جوانی با رتبه یک کنکور هنر وارد فضای هنری و رسانه ای شده و تجربه کاری و مدیریتی متنوع در این حوزه دارد. 
در دوره مدیریت دکتر شهاب اسفندیاری بر دانشگاه صدا و سیما، توجه بسیار ویژه ای به جذب دانشجویان توانمند و معرفی این دانشگاه در فضای مجازی و نشر حداکثری برای جذب دانشجویان متعهد و انقلابی، چابک سازی سیستم اداری و فضای کارمندی دانشگاه و حذف هزینه‌های اضافی و نیروهای اضافی، احیای معاونت پژوهش و فصلنامه‌ها، تأسیس واحد تولید دانشجویی دانشگاه و افزایش چشم گیر نمایش تولیدات دانشجویان در رسانه ملی، اضافه شدن دو دانشکده جدید، پذیرش دانشجوی مقطع دکتری برای اولین بار و چندین رشته کارشناسی ارشد، افزایش فوق‌العاده حجم فعالیت‌های تشکل‌های دانشجویی و تأسیس انجمن‌های علمی دانشجویی و کانون های فرهنگی مذهبی و رشد و ارتقای نشاط علمی فرهنگی در دانشگاه، تقویت ارتباط با نهادهای ملی و بین‌المللی در عرضه‌های علمی و رسانه ای، افزایش حجم استفاده از فارغ التحصیلان ادوار خود دانشگاه و ایثارگران در پست‌های مدیریتی دانشگاه، ارتقای جلوه و هویت بصری دانشگاه در بعد فیزیکی و مجازی،بروزرسانی تجهیزات فنی و کارگاه ها و تاسیس آزمایشگاه های حوزه فنی و تولیدی،تجهیز سالن ها و کتابخانه، توجه به ارزیابی استادان، نظم در ساختار آموزشی و فرایندهای آموزشی و کلاسی ،جذب هیأت علمی جدید و ارتقای سطح استادان و هم چنین رشد مقام علمی استادان،ارتقای شاخص های استادان و دو عنوان استاد نمونه کشوری، تاسیس مرکز رشد دانشگاه صدا و سیما و مرکز نوآوری  و هم چنین موفقیت دانشجویان در جشنواره های گوناگون از دیگر موارد قابل اشاره در سال های اخیر دوره جدید مدیریت این دانشگاه می باشد.
از سال ۱۳۹۶ لغایت ۱۴۰۰ در ۴ حوزه آموزشی، فرهنگی، پژوهشی و اداری و مالی ارزیابی دانشگاه صدا و سیما رشد چشم گیر در آمارهای ارزیابی ۴ ساله سازمان صدا و سیما و وزارت علوم تحقیقات و فناوری داشته‌است.

## استادان نمونه کشوری و مدیران و افراد شاخص این دانشگاه
- مهرداد بذرپاش: وزیر راه و شهرسازی از سال ۱۴۰۱ و استاد گروه ارتباطات و مدیریت رسانه روزنامه نگاری دانشگاه صدا و سیما
- احمد ضابطی جهرمی: استاد نمونه کشوری در سال ۱۴۰۰- استاد تمام دانشکده تولید پدر علم تدوین و مستندسازی ایران
- حسن خجسته: استاد نمونه کشوری در سال ۱۴۰۱ -استاد تمام دانشکده تولید و گروه رادیو
- محمد سرافراز: ریاست سازمان صدا و سیما از سال ۱۳۹۳ تا ۱۳۹۵ و استاد بازنشسته گروه ارتباطات و مدیریت رسانه دانشگاه صدا و سیما
- عبدالعلی علی عسگری: ریاست سازمان صدا و سیما از سال ۱۳۹۵ تا ۱۴۰۰ و استاد گروه ارتباطات و مدیریت رسانه دانشگاه صدا و سیما
- پیمان جبلی: ریاست سازمان صدا و سیما از سال ۱۴۰۰ و استاد گروه ارتباطات و مدیریت رسانه روزنامه نگاری دانشگاه صدا و سیما

## شعبه مجزای پذیرش دانشکده دین و رسانه قم
علاوه بر مرکز و شعبه اصلی دانشگاه صدا و سیما در تهران، دانشگاه صدا و سیما در قم هم دانشکده مجزا دارد. در  قم دانشکده دین و رسانه نیز با مجوز رسمی وزارت علوم، تحقیقات و فناوری هر ساله از طریق آزمون اختصاصی، از بین برادران و خواهران طلبه حوزه‌های علمیه سراسر کشور در سه رشته «تولید سیما، علوم ارتباطات اجتماعی و ادبیات نمایشی» و از بین برادران طلبه در رشته «تولید سیما»، در مقطع کارشناسی ارشد دانشجو می‌پذیرد.
- شرایط اختصاصی پذیرش طلاب در شعبه مجزای دین و رسانه قم، نیز داشتن حداکثر سن ۳۰ سال و مدرک تحصیلی سطح دو حوزه علمیه و موفقیت در آزمون کتبی و مصاحبه تخصصی دانشکده قم است.[۱۱]البته برای غیر طلاب نیز پذیرش در مقطع شبانه امکان‌پذیر است.
- علاقه مندان جهت کسب اطلاعات بیشتر در مورد شعبه مجزای دین و رسانه قم این دانشگاه به سایت دانشکده مربوطه مراجعه نمایند.

## نحوه پذیرش متمرکز و شرایط خاص دانشگاه صدا و سیما

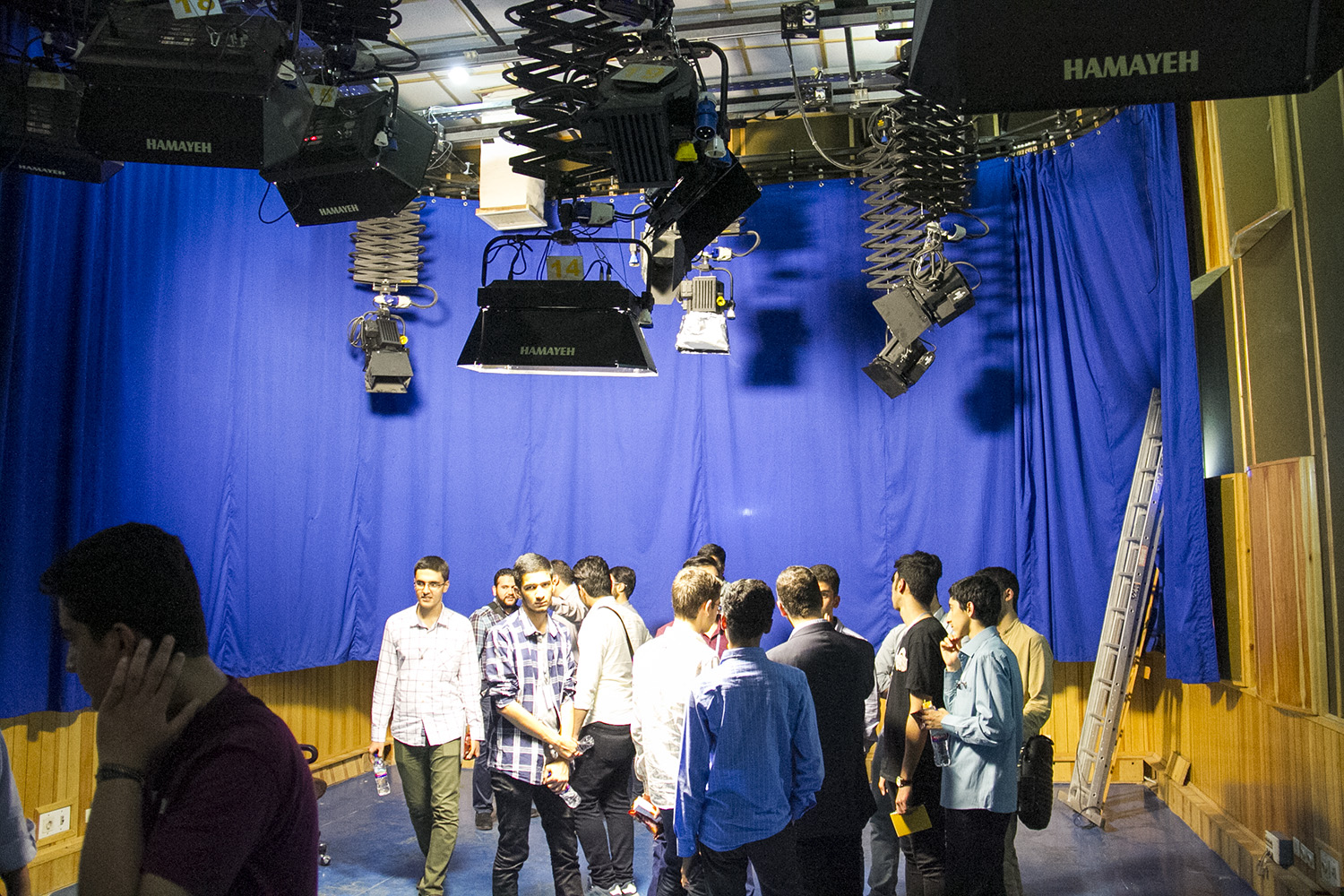
بازدیدهای دوره ای رتبه های برتر کنکور سراسری و دانش آموزان از دانشگاه صدا و سیما

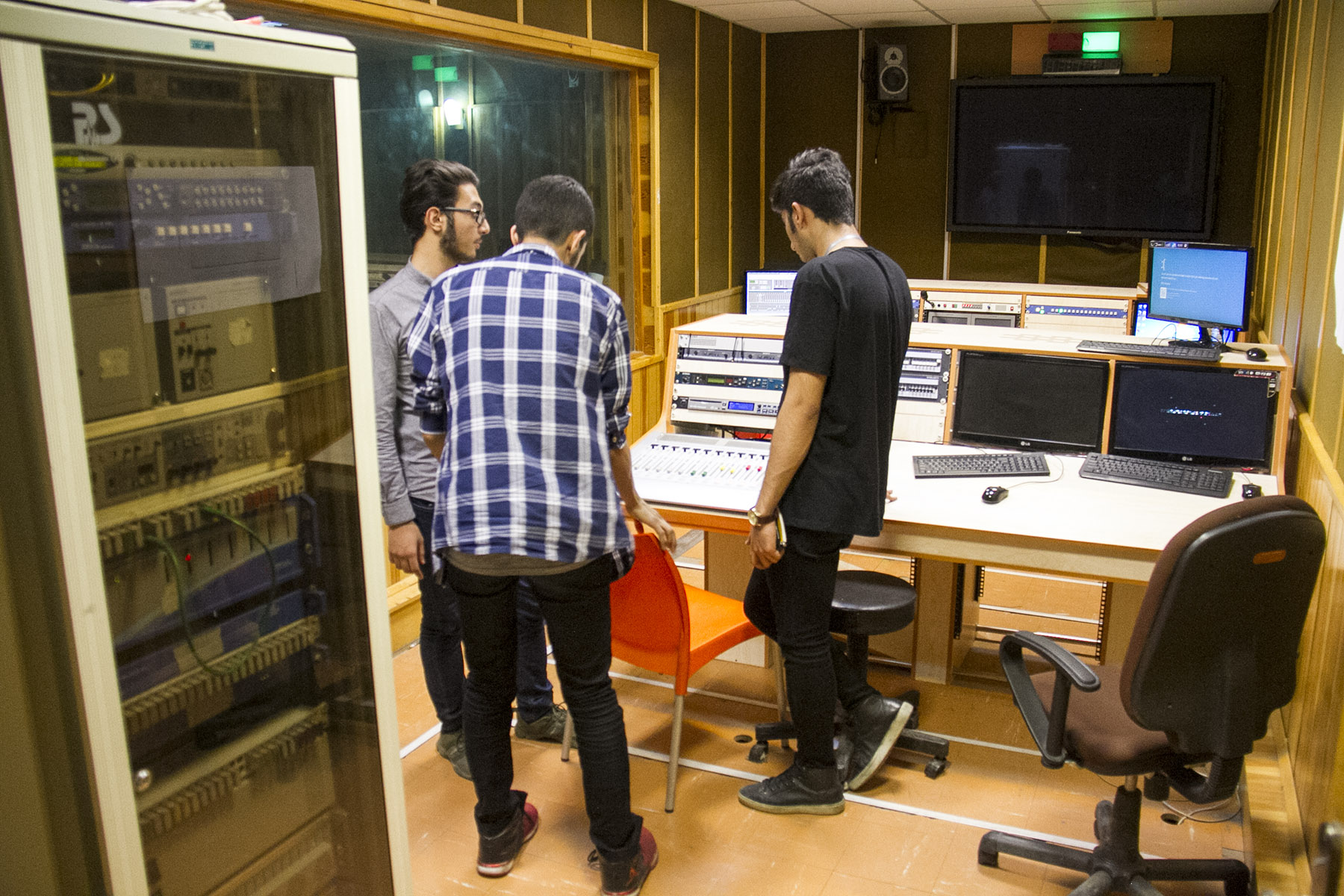
استودیوهای دانشگاه صدا و سیما

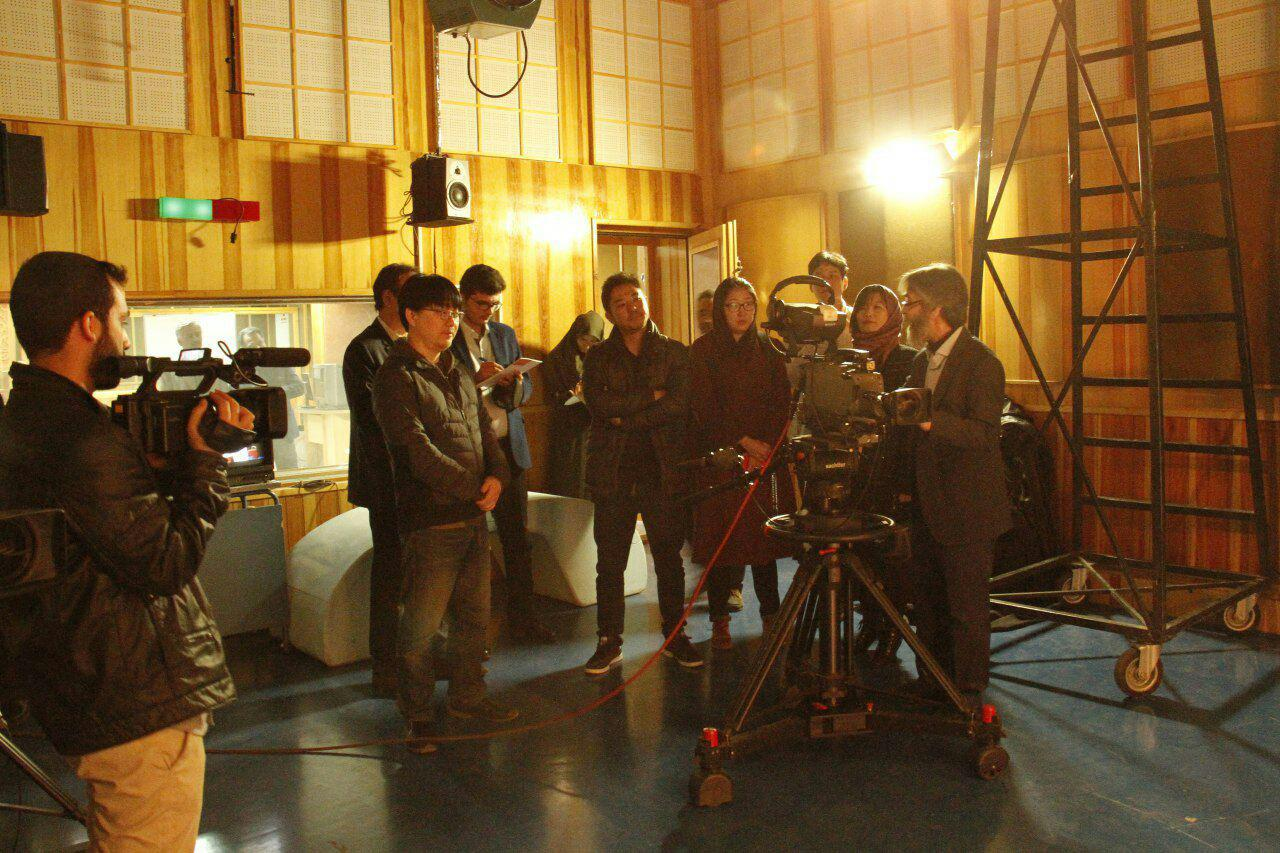
بازدید میهمانان خارجی از استودیوهای دانشگاه صدا و سیما

دانشگاه صدا و سیما در حال حاضر دانشجویان خود را از طریق کنکورهای سازمان سنجش، همانند سایر دانشگاه‌ها به صورت متمرکز اما با اضافه شدن یک مصاحبه پذیرش می‌کند. پس از انتخاب کد رشته‌های این دانشگاه در دفترچه انتخاب رشته سازمان سنجش توسط داوطلبان، طبق رتبه داوطلب به میزان ۳ تا ۵ برابر ظرفیت، برای مصاحبه به دانشگاه صدا و سیما دعوت می‌شوند. برای این دسته از معرفی شدگان چند برابر ظرفیت سازمان سنجش، مصاحبه دانشگاه که شامل بررسی صلاحیت‌های علمی و سوابق و مصاحبه معارفی است انجام و افراد پذیرفته شده مصاحبه و مد نظر دانشگاه توسط دانشگاه، به سازمان سنجش معرفی می‌شوند.
در حقیقت دعوت شدن به مصاحبه این دانشگاه طبق رتبه کنکور و به‌صورت چندین برابر ظرفیت بوده و به هیچ عنوان به منزله قبولی نهایی نمی‌باشد و نتیجه مصاحبه دانشگاه، تعیین‌کننده باقی ماندن این انتخاب در لیست انتخاب رشته داوطلب می‌باشد.
در حال حاضر در تمامی مقاطع تحصیلی، پذیرش این دانشگاه همچون سایر دانشگاه‌ها برای مهرماه و نتیجه نهایی آن توسط سازمان سنجش اعلام می‌گردد.
پذیرش در این دانشگاه به صورت متمرکز است و در صورتی که داوطلب طبق رتبه کنکور به مصاحبه دانشگاه دعوت شود و در رقابت مصاحبه هم قبول شود، اما باز هم قبولی نهایی نبوده و بسته به جایگاه لیست انتخاب رشته کنکور داوطلب دارد؛ لذا داوطلبان این دانشگاه کد رشته‌های مربوطه را می‌بایست در لیست انتخاب رشته و بر اساس ترتیب علاقه و اولویت بندی مرتب نمایند و هر اولویت را به تمام اولویت‌های بعدی ترجیح دهند.
بدیهی است در صورت عدم قبولی یا غیبت و عدم حضور در جلسه مصاحبه دانشگاه صدا و سیما، بدون به وجود آمدن هیچ‌گونه مشکلی تنها آن کد انتخابی از لیست انتخاب رشته داوطلب حذف
می‌شود و سایر انتخاب‌هایش بررسی خواهد شد.
مورد دیگری که حائز اهمیت است، سازمان سنجش لزومی نمی‌بیند که داوطلب با وجود قبولی در انتخاب‌های اولیه در انتخاب‌های ثانویه به مصاحبه دانشگاه‌ها دعوت شود؛ یعنی برای برخی افراد با رتبه‌های برتر مورد تعجب و سؤال است که با وجود انتخاب دانشگاه صدا و سیما با رتبه خوب خود، اما به مصاحبه دعوت نشده‌اند! که دلیل آن این است که طبق تخمین رتبه داوطلب توسط سازمان سنجش، فرد در انتخاب‌های قبل تر از این دانشگاه قبول شده و لذا دعوت او به مصاحبه اولویت بعدی منطقی نیست و بدیهی است که آمدن به مصاحبه با توجه به قبولی در انتخاب قبلی، اتلاف وقت برای داوطلب و دانشگاه است و بنابراین سازمان سنجش این سیستم را برای دعوت به مصاحبه لحاظ می‌کند و امکان قبولی در انتخاب‌های قبل تر از مصاحبه را بررسی می‌نماید.
به دلیل اهمیت این موضوع برای مثال اگر داوطلبی اولویت اول انتخابی اش رشته‌ای از دانشگاه تهران باشد و اولویت دوم را دانشگاه صدا و سیما انتخاب کند و اگر طبق رتبه سازمان سنجش قبولی او در دانشگاه تهران قطعی باشد، او را به مصاحبه دانشگاه صدا و سیما دعوت نمی‌کند؛ چون در انتخاب اول خود در دانشگاه تهران قبول شده و انتخاب دوم بررسی نمی‌شود و این مثال تعمیم به تمام لیست انتخاب رشته و اولویت هر انتخاب به تمام انتخاب‌های بعدی دارد.
هر ساله این دانشگاه دفترچهٔ راهنمای کاملی را هم برای معرفی دانشگاه و رشته‌ها و جزئیات دروس و استادان و … و هم موارد انتخاب رشته و همچنین موارد استخدامی روزانه و شرایط رفاهی و … تحت عنوان دفترچه همیار انتخاب رشته دانشگاه صدا و سیما برای راهنمایی کامل داوطلبان در وب سایت این دانشگاه منتشر می‌کند که قابل دانلود است. هم چنین یک ربات راهنمای انتخاب رشته توسط روابط عمومی دانشگاه در ایام انتخاب رشته پاسخگو و راهنمای داوطلبان است.

## امکان استخدام رسمی دوره روزانه بعد از اتمام تحصیل

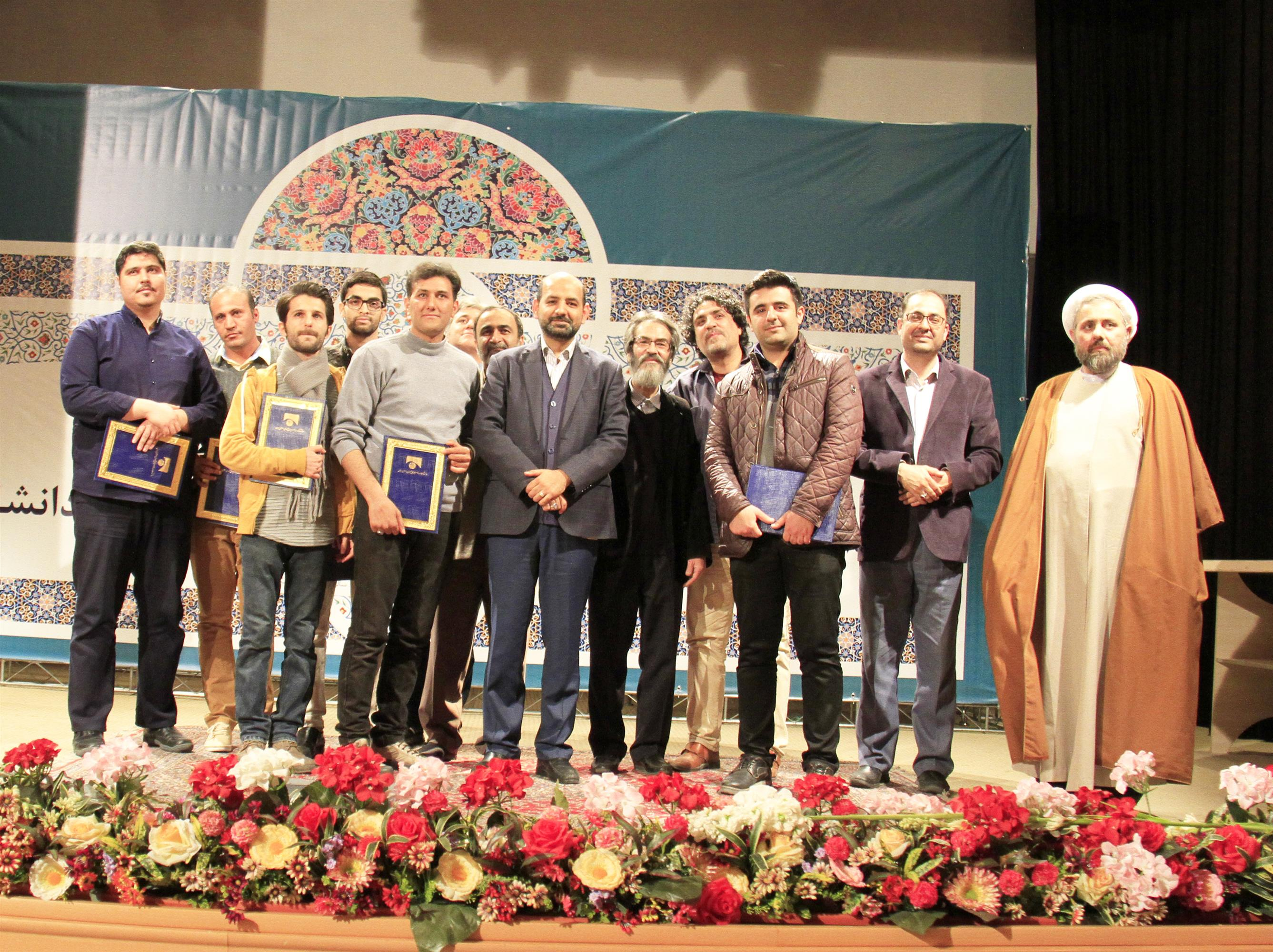
تقدیر از فعالین دانشجویی دانشگاه صدا و سیما

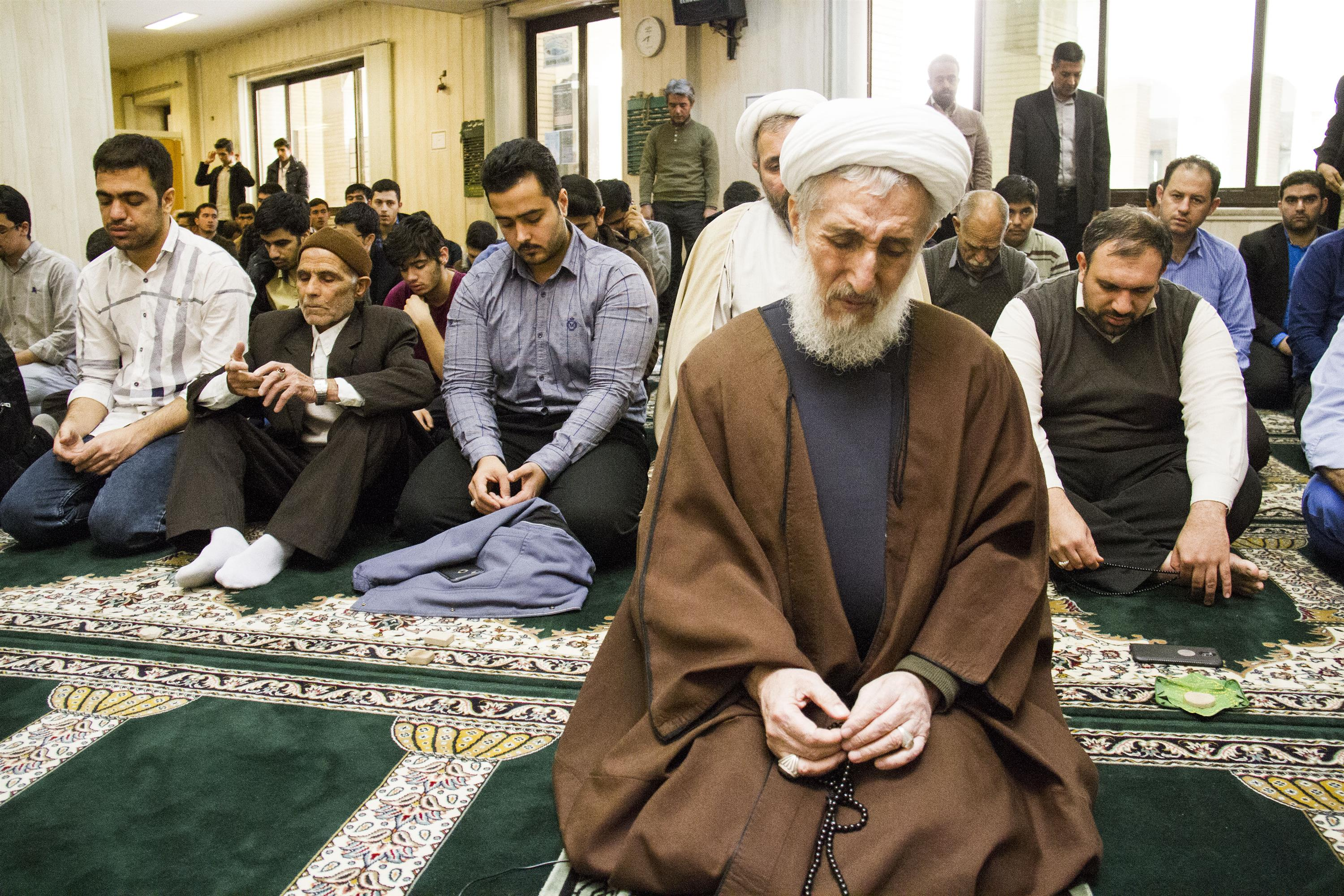
جلسات اخلاق هفتگی در دانشگاه صدا و سیما با حضور افراد برجسته مذهبی

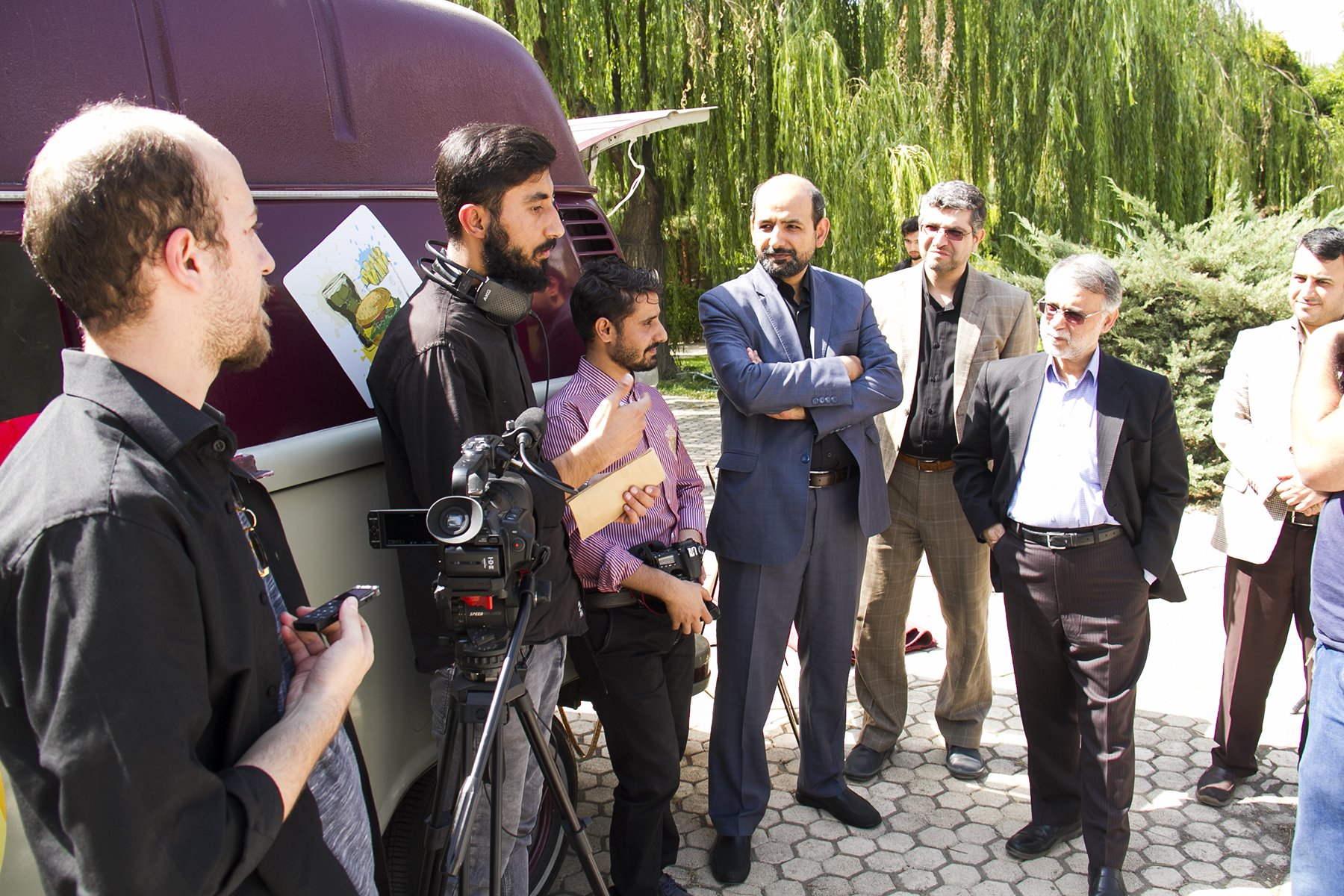
بازدید معاونت سیما از پروژه های دانشجویان دانشگاه صدا و سیما

اگرچه این دانشگاه تعهد قطعی برای جذب فارغ التحصیلان روزانه خود ندارد اما نظام امتیازبندی را برای این مورد تعریف کرده‌است. طبق نظام امتیازبندی در صورت معرفی دانشگاه در پایان تحصیل فرد و نیاز سازمان صدا و سیما و احراز شرایط استخدامی (مطابق ضوابط دانشگاه و سازمان) می‌بایست در تهران یا مراکز استانی که معاونت منابع انسانی سازمان تعیین می‌کند، مشغول به خدمت رسمی در شغل مرتبط با رشته تحصیلی خود شوند.
- آمار جذب فارغ التحصیلان دوره روزانه

تاکنون حدود ۷۰ درصد فارغ التحصیلان دوره روزانه این دانشگاه به‌طور رسمی در سازمان صدا و سیما مشغول به کار هستند. در حال حاضر در صورتی که فارغ التحصیلان روزانه حائز شرایط استخدام شوند از سوی دانشگاه به منابع انسانی سازمان صدا و سیما  معرفی و این استخدام به‌صورت رسمی و با بیمه تأمین اجتماعی خواهد بود.
- وضعیت خدمت سربازی دانشجویان

هم چنین مشمولان خدمت وظیفه سربازی پس از پایان تحصیل برابر ضوابط و در صورت وجود ظرفیت به صورت امریه سربازی در سازمان صدا و سیما در تهران و مراکز استان‌های مورد نیاز طبق معرفی دانشگاه و صلاح دید و تعیین محل خدمت به اختیار معاونت منابع انسانی سازمان خدمت خواهند کرد. در ایام خدمت سربازی به‌صورت امریه حقوق مشابه سایر سربازان امریه سرباز کشور می‌باشد. هم چنین بعد از اتمام سربازی امریه، این دسته از افراد برای مراحل استخدام رسمی اقدام مجدداً خواهند کرد. افرادی که دارای کارت پایان خدمت سربازی باشند، پس از تحصیل طبیعتاً خدمت امریه سربازی ندارند و برای استخدام رسمی در تهران و مراکز استان‌ها بنا به نیاز سازمان صدا و سیما اقدام می‌کنند.
- کمیته امتیازی بندی

برای استخدام داوطلبان مقطع روزانه بعد از فراغت از تحصیل، جدول امتیازبندی توسط دانشگاه تعریف شده‌است که شامل محاسبه امتیازات تحصیلی، آموزشی،پژوهشی،اخلاقی،معرفتی،فعالیت‌های فرهنگی دانشجویی و تولیدات دانشجویی موقع فراغت از تحصیل است و ملاک امتیاز دانشجو برای ورود به مرحله استخدام رسمی است و دانشجویان مقطع روزانه را بعد از پایان تحصیل مورد ارزیابی قرار می‌دهد؛ لذا بعد از فارغ‌التحصیلی دانشجویان دوره روزانه این دانشگاه، طبق امتیازبندی دانشجو برای استخدام به سازمان معرفی شده و بعد از گذراندن کمیته‌های علمی و مهارتی،اخلاقی و عقیدتی، گزینش و تحقیقات محلی… و انجام مراحل مربوطه بعد از پایان تحصیل برای جذب در سازمان صدا و سیما در تهران یا مراکز استان‌ها طبق الگوهای خالی و نیاز نیروی انسانی مراکز در آن رشته تحصیلی، استخدام رسمی خواهند داشت. می‌توان گفت از زمان اتمام دوران تحصیل تا استخدام رسمی برای دوره روزانه؛ حدوداً نه ماه الی یکسال زمان صرف می‌شود.
در حین دوران دانشجویی در دانشگاه صدا و سیما، فرصت‌های ارتباط و کارآموزی و بهره‌مندی از کارگاه‌های رایگان آموزشی و بهره‌مندی از فضای رسانه ای موجود وجود دارد، اما شرایط استخدامی مربوط به بعد از اتمام تحصیل و طی کردن مراحل آن است. هیچ‌گونه تعهد قطعی یا بورسیه صد در صدی هم ارایه نمی‌شود و استخدام طبق بررسی صلاحیت‌های علمی و عمومی و تحقیقات در هنگام فراغت از تحصیل و بنا به نیاز سازمان صدا و سیما در تهران و مراکز استان‌ها می‌باشد. کمک هزینه تحصیلی دانشجویی برای دانشجویان روزانه در حین تحصیل و در حدود ماهیانه 600 هزار تومان به غیر از فصل تابستان است و برای رتبه‌های برتر پذیرفته شده ماهیانه ۱ میلیون تومان است. خوابگاه و سرویس دانشگاه کاملاً رایگان برای پذیرفته شدگان روزانه از شهرستان را این دانشگاه ارائه می‌دهد. حداکثر همچنین وام دانشجویی مانند سایر دانشگاه‌ها و هدیه ازدواج تعلق می‌گیرد. حداکثر سن هنگام پذیرش ورودی‌ها برای کنکور سراسری برای ورود به مقطع کاردانی و کارشناسی در حال حاضر حداکثر ۲۵ سال و برای کنکور کارشناسی ارشد حداکثر ۳۰ سال است.
استخدام رسمی روزانه‌ها، کاملاً طبق الگوهای خالی کارمندان مورد نیاز سازمان در تهران و ۳۱ مراکز استانی صدا و سیما می‌باشد. برای راهنمایی کامل در مورد استخدام و عناوین شغلی مرتبط با رشته‌ها در این دانشگاه می‌توانید به سایت دانشگاه در ایام انتخاب رشته و دانلود دفترچه همیار انتخاب رشته این دانشگاه که راهنمای کامل دانشگاه و رشته‌ها و عناوین شغلی روزانه است اقدام نمایید.
شرایط استخدام بعد از اتمام تحصیل ذکر شده برای دانشجویان دوره نوبت دوم (شبانه) نیست و مطالب ذکر شده مربوط به دانشجویان دوره روزانه آن هم در صورت کسب امتیازبندی علمی، عقیدتی و گزینش بعد از اتمام تحصیل نیاز سازمان شامل می‌شود و مشمول دانشجویان نوبت دوم (شبانه) این دانشگاه نیست. به دانشجویان شبانه خوابگاه برخلاف روزانه تعلق نمی‌گیرد و شهریه شبانه‌ها در سایت دانشگاه درج شده‌است. در کل دوره نوبت دوم (شبانه) در این دانشگاه کاملاً با روزانه از حیث امکانات رفاهی و استخدام متفاوت است و با هدف استخدامی نمی‌باشد.
هر ساله در ایام انتخاب رشته کنکور سراسری و کنکور کارشناسی ارشد کتابچهٔ جامع همیار انتخاب رشته راهنمای کامل معرفی رشته‌ها و دروس و … در وب سایت رسمی دانشگاه قرار می‌گیرد که توصیه می‌شود حتماً داوطلبان این دفترچه را به دقت مطالعه نمایند و ابهامات و سوالات در این دفترچه موجود در سایت دانشگاه برایشان بر طرف می‌شود.

## دانش‌آموختگان برجسته دانشگاه صداوسیما و مدرسه عالی تلویزیون و سینما
- ابوالحسن داوودی: کارگردان سینما

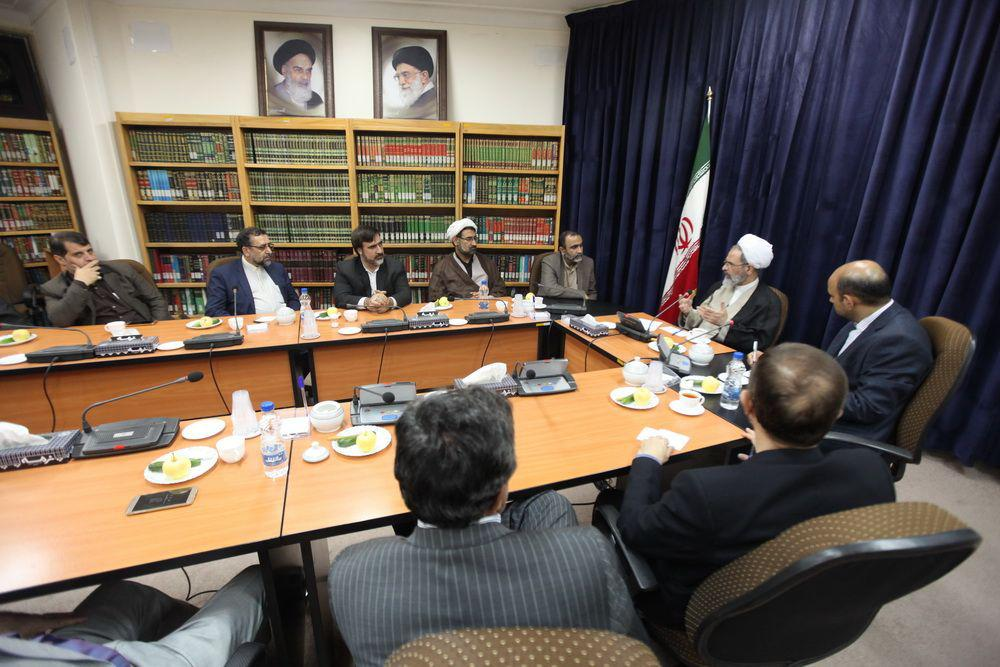
تفاهم نامه دانشگاه صدا و سیما و جامعه المصطفی العلمیه

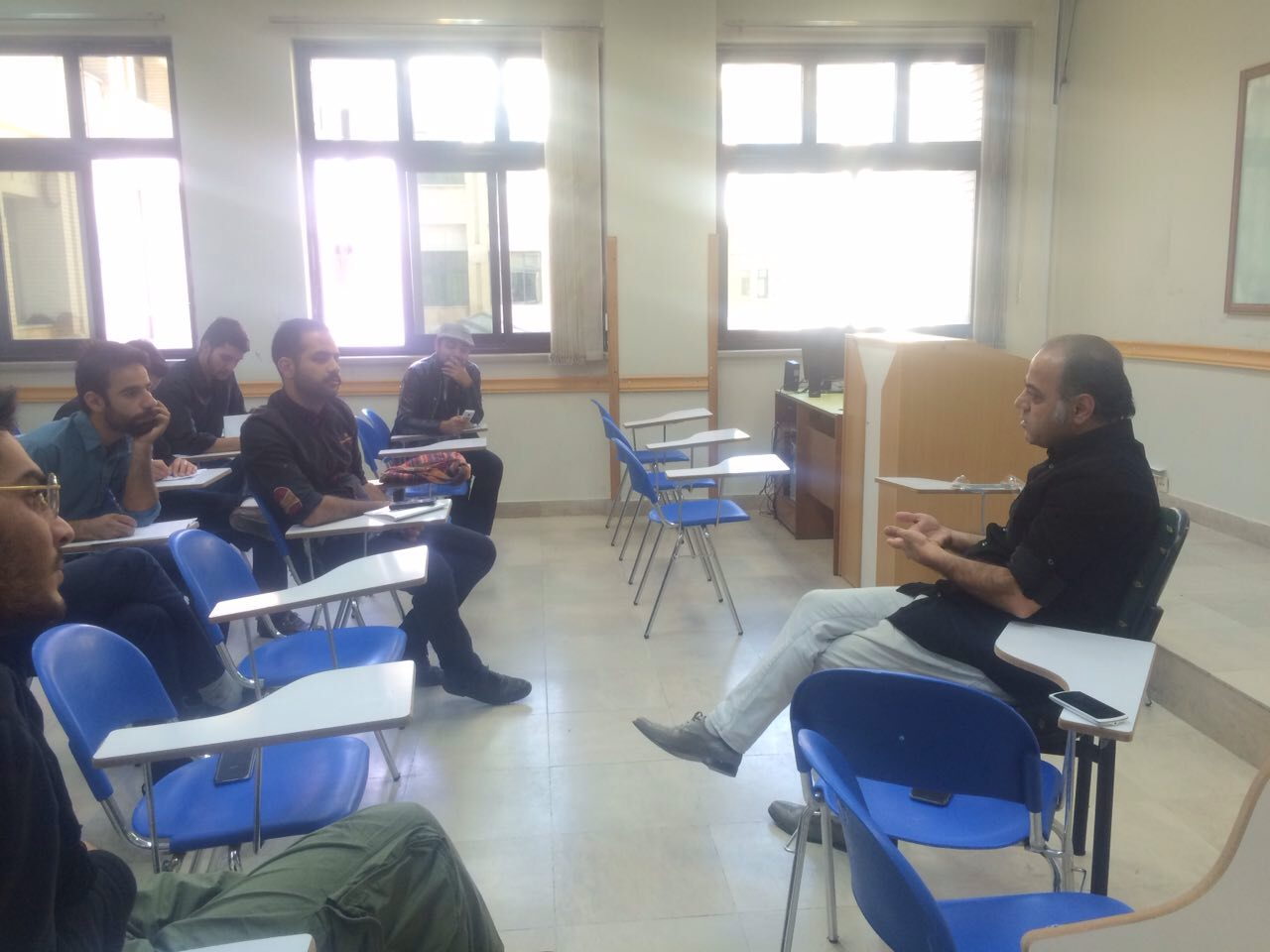
کارگاه آموزشی جواد افشار کارگردان سریال های مطرح تلویزیون از جمله سریال کیمیا و ... در بین دانشجویان دانشگاه صدا و سیما

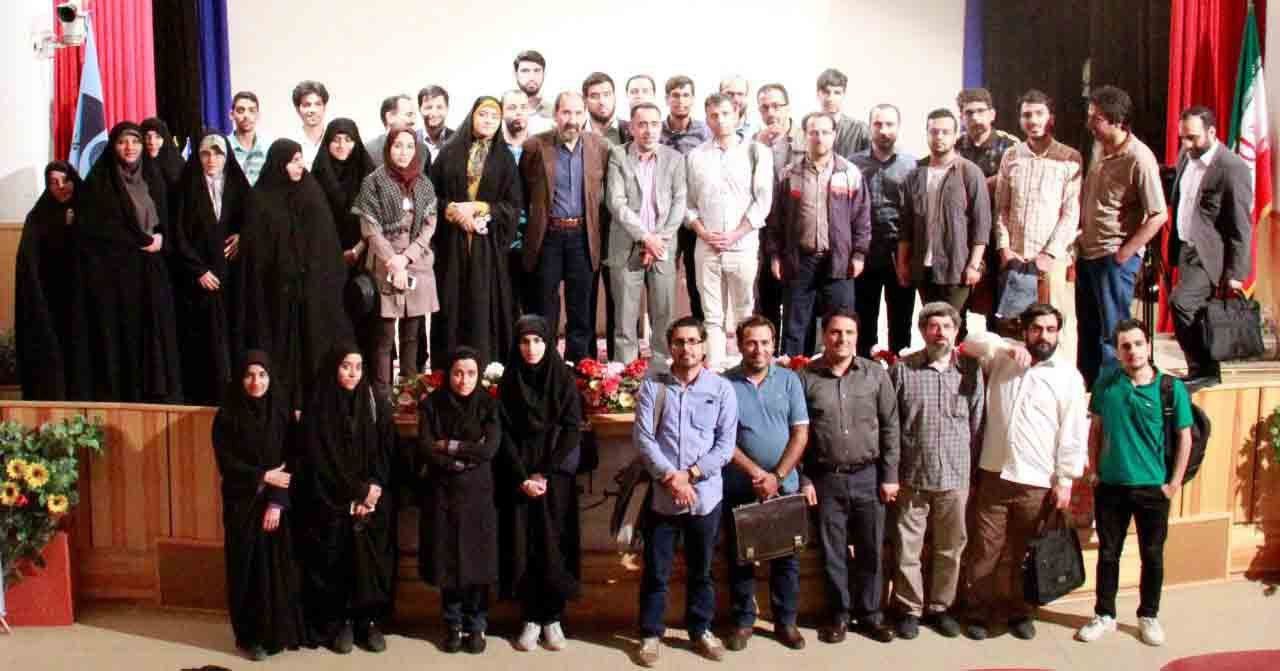
کارگاه آموزشی کارگردان مطرح کشور استاد داوود میرباقری به عنوان استاد افتخاری دانشگاه صدا و سیما

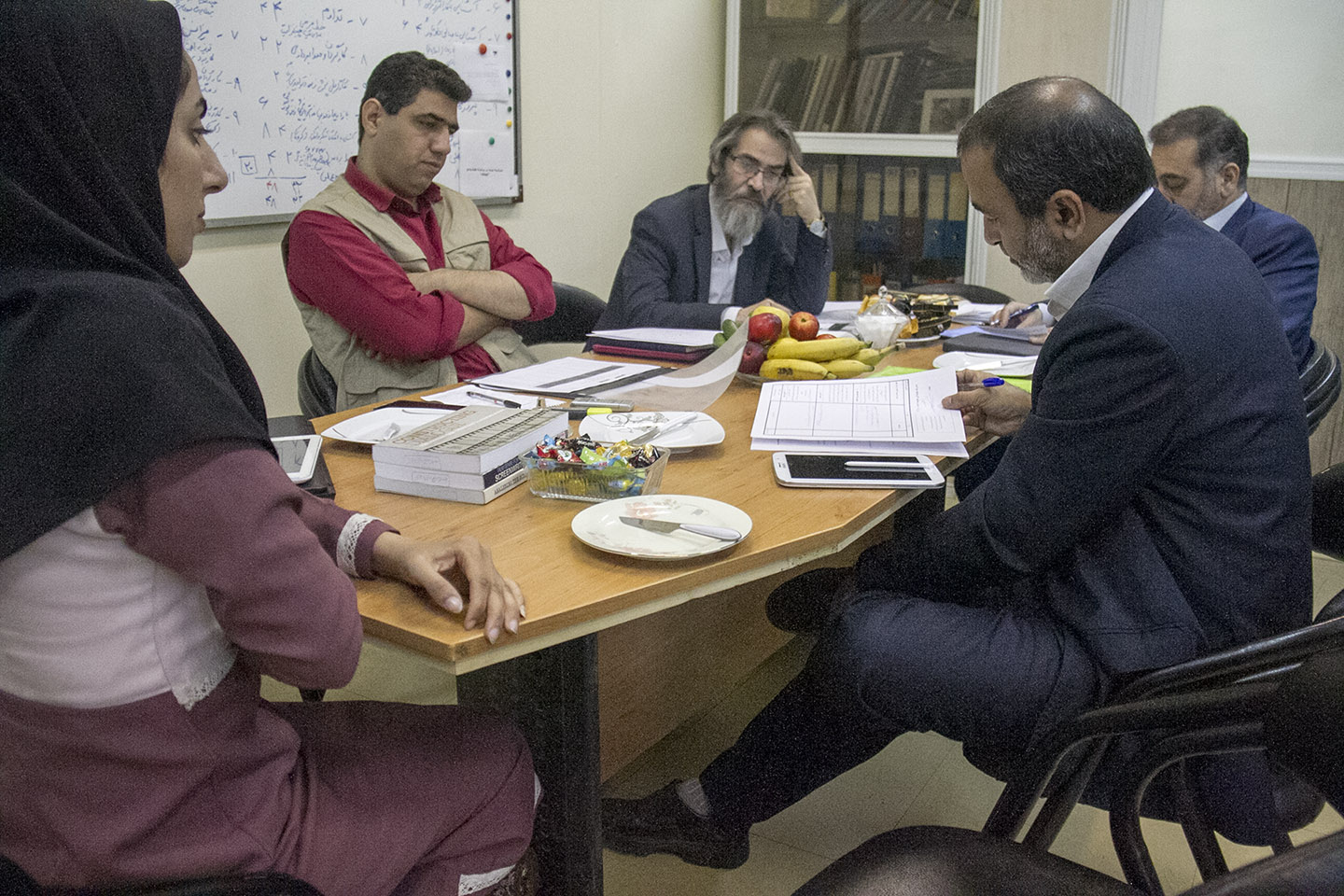
جلسات مصاحبه حضوری دانشگاه صدا و سیما

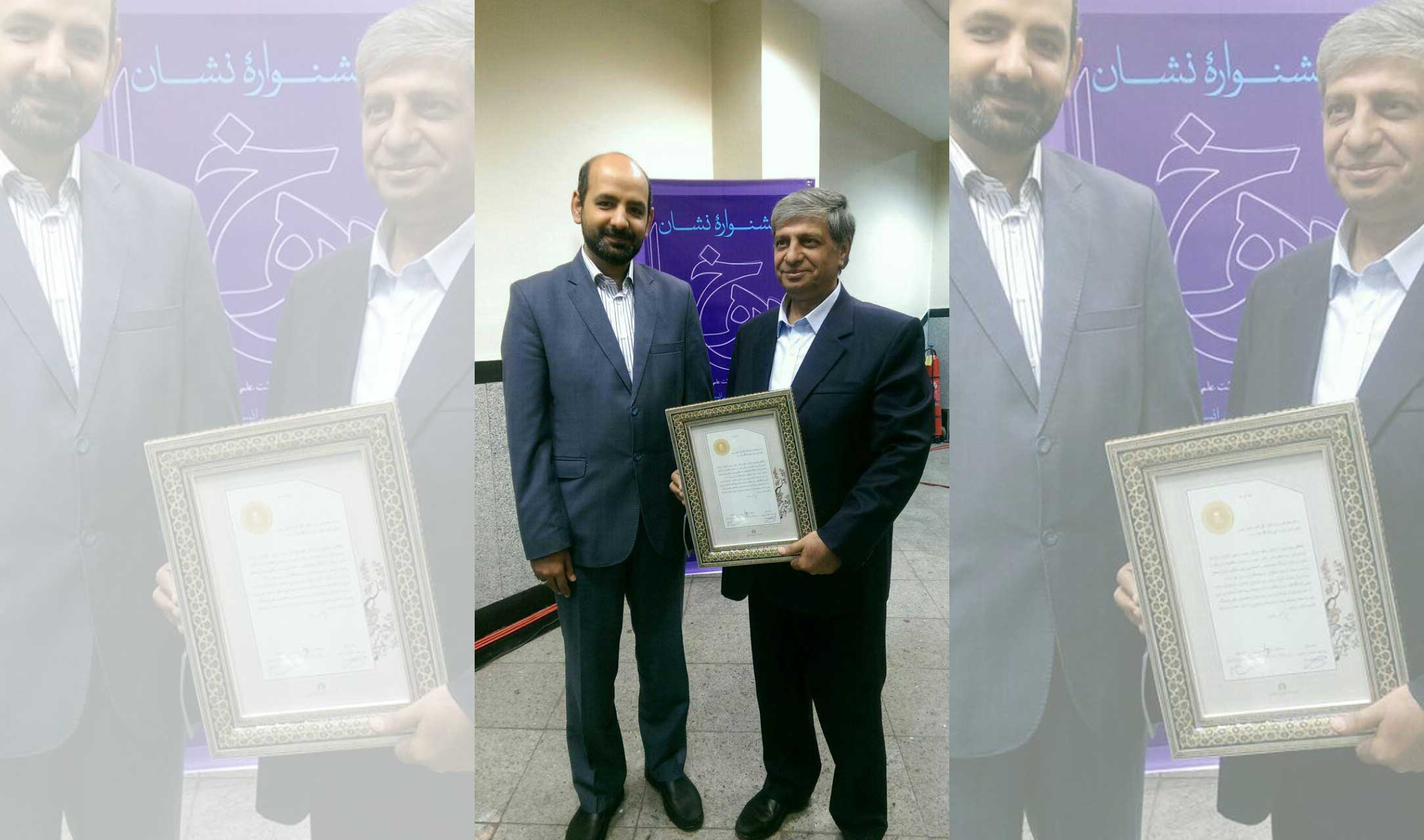
استاد ضابطی جهرمی تنها استاد تمام دانشگاه های حوزه سینمای کشور

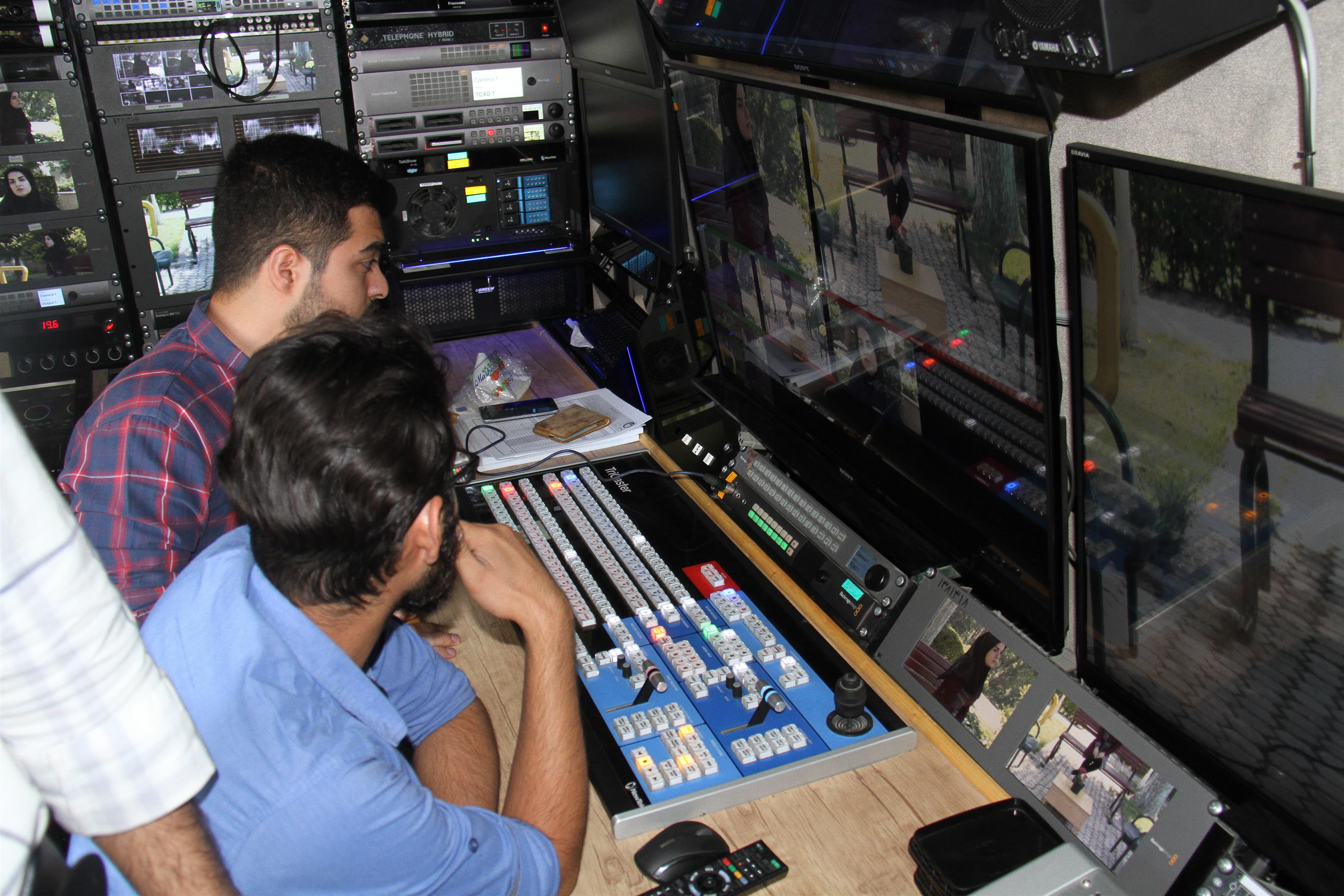
Image 2019 6 2-18 21 33 855 yeI

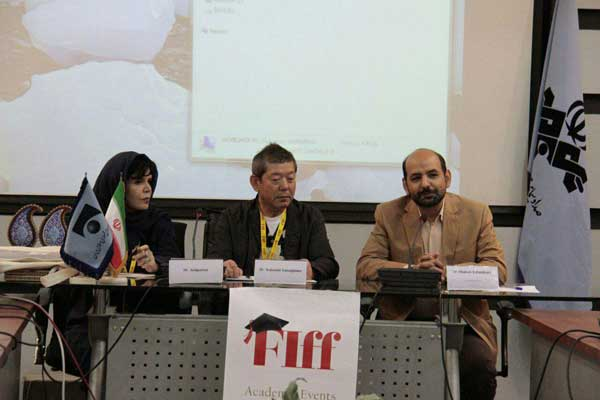
برگزاری نشست های علمی جشنواره جهانی فیلم فجر در دانشگاه صدا و سیما

- امرالله احمدجو: کارگردان و فیلمنامه‌نویس سینما
- امیر سمواتی: تهیه‌کننده سینما
- اصغر شاهوردی: صدابردار سینما
- اسحاق خانزادی: صدابردار سینما
- امیر مهران: طراح تیتراژ سینما و تلویزیون
- بهروز افخمی: کارگردان سینما
- بهرام بدخشانی: فیلمبردار سینما
- بهرام دهقانی: تدوینگر سینما
- بهروز معاونیان: صدابردار سینما
- پرویز آبنار: صدابردار سینما
- پرویز شهبازی: کارگردان سینما
- پوران درخشنده: کارگردان سینما
- بهمن قبادی: کارگردان سینما
- فتح‌الله امیری: مستندساز
- فرخ مجیدی: فیلمبردار سینما
- فرهاد صبا: فیلمبردار سینما و تلویزیون
- فرهاد ورهرام: مستندساز
- فریال بهزاد: کارگردان تلویزیون و سینما
- فرید مصطفوی: فیلمنامه‌نویس سینما
- جواد افشار: کارگردان تلویزیون
- جهانگیر میرشکاری: صدابردار سینما
- جلیل سامان: کارگردان سینما و تلویزیون
- جعفر پناهی: کارگردان سینما
- حافظ خیاوی: نویسنده
- حسن بنی‌هاشمی: کارگردان
- حسن حسندوست: تدوینگر سینما
- حسن زاهدی: صدابردار سینما
- حسن قلی‌زاده: فیلمبردار سینما
- حسین جعفریان: فیلمبردار سینما
- حسین جمشیدی گوهری: تدوینگر سینما
- حسین فردرو: کارگردان تلویزیون
- حمید امجد: کارگردان سینما و تئاتر
- حمید تمجیدی: کارگردان تلویزیون و سینما
- حمیدرضا حافظی: نویسنده و کارگردان
- رضا جودی: تهیه‌کننده سینما
- روانبخش صادقی: کارگردان انیمیشن
- روبرت صافاریان: مستندساز و منتقد
- زهرا کاظمی: عکاس خبرگزاری
- ژیلا ایپکچی: تدوینگر سینما
- ساسان امیرپور: کارگردان تلویزیون
- ساسان پسیان: کارگردان انیمیشن
- سامان لطفیان: فیلمبردار سینما
- سونیا پوریامین: مجری تلویزیون
- سیامک شایقی: کارگردان و تهیه‌کننده سینما
- سید امیر پروین‌حسینی: تهیه‌کننده سینما
- سید محمدرضا خردمندان: کارگردان سینما
- شیرین وحیدی: تدوینگر سینما
- شهریار اسدی: فیلمبردار سینما
- احسان سلطانیان:کارگردان سینما
- عباس رافعی: کارگردان سینما
- عباس یاری: منتقد سینما
- عزیز ساعتی: فیلمبردار سینما
- عظیم جوانروح: فیلمبردار سینما
- علی‌اکبر قاضی‌نظام: فیلمنامه‌نویس سینما
- علیرضا افخمی: کارگردان تلویزیون
- علیرضا رییسیان: کارگردان سینما
- علیرضا برازنده: فیلمبردار سینما
- علی معلم: تهیه‌کننده سینما
- غلامرضا آزادی: فیلمبردار سینما
- کاظم شهبازی: فیلمبردار سینما و تلویزیون
- کریم لک‌زاده: کارگردان سینما
- مازیار میری: کارگردان سینما
- محسن محسنی‌نسب: کارگردان سینما
- محمد بزرگ‌نیا: کارگردان سینما
- محمد تهامی‌نژاد: مستندساز
- محمد داوودی: فیلمبردار سینما
- محمدرضا مویینی: تدوینگر سینما
- محمد معتمدی: خواننده
- محمدحسین مهدویان: کارگردان سینما
- محمدمهدی عسگرپور: کارگردان سینما
- محمود سماک باشی: صدابردار سینما
- مرتضی پورصمدی: فیلمبردار سینما
- مسعود رسام: کارگردان و تهیه‌کننده تلویزیون
- مسعود فروتن: نویسنده و کارگردان
- مصطفی خرقه‌پوش: تدوینگر سینما
- منوچهر شاهسواری: تهیه‌کننده سینما
- منوچهر مشیری: کارگردان سینما و تلویزیون
- مهتاج نجومی: بازیگر تلویزیون و سینما
- مهدی خرمیان: کارگردان انیمیشن
- مهدی رحمانی: کارگردان سینما
- مهدی زمانپور کیاسری: مستندساز
- مهرزاد مینویی: تدوینگر و کارگردان
- میترا کارآگاه: تدوینگر
- هایده صفی‌یاری: تدوینگر سینما
- امیر یوسفی: مستندساز
- هوشنگ میرزایی: مستندساز